# Any de Gràcia
Any de Gràcia és una pel·lícula catalana de 2011 dirigida per Ventura Pons i coescrita amb Jaume Cuspinera i Carme Morell, estrenada l'any 2012. La banda sonora compta amb diversos grups contemporanis de música en català. L'any 2013 la pel·lícula va ser nominada al Gaudí al millor vestuari, per a Elena Ballester.

## Argument
Un noi d'una família desestructurada se'n va a viure a casa d'una dona gran malcarada a la Vila de Gràcia, Barcelona, amb qui té una relació complicada per les diferents maneres de veure el món.

## Repartiment
- Rosa Maria Sardà: Gràcia
- Oriol Pla: David
- Santi Millán: Pere
- Amparo Moreno: Enriqueta
- Diana Gómez: Noa
- Ricard Farré: Marçal
- Lluís Xavier Villanueva: pare
- Àlex Maruny: Sergi
- Núria Feliu: Paquita

## Promoció
Per a la promoció de la pel·lícula es va enregistrar un lipdub pels carrers de la Vila de Gràcia amb la cançó «Natura morta» de Mazoni, interpretada per l'autor i els principals actors i actrius del film.